# Vereşti
Vereşti é uma comuna romena localizada no distrito de Suceava, na região de Moldávia. A comuna possui uma área de 39.50 km² e sua população era de 7262 habitantes segundo o censo de 2007.